# Taiga Nakajima
Taiga Nakajima (japanisch 中島 大雅 Nakajima Taiga; * 1. August 1999 in der Präfektur Osaka) ist ein ehemaliger japanischer Fußballspieler.

## Karriere
Nakajima spielte während seines Studiums an der Kansai University of Social Welfare in der Jugendmannschaft von Gamba Osaka, der Gamba Osaka Youth, als Innenverteidiger. Die U23-Mannschaft des Vereins spielte in der dritten Liga, der J3 League. Schon in seiner Jugend bestritt er zwei Einsätze in der dritten Liga. Laut japanischen Fußballportalen ist er mittlerweile nicht mehr aktiv.